# Christina Rossetti
Christina Georgina Rossetti (5. prosince 1830 Londýn – 29. prosince 1894 Londýn) byla anglická básnířka. Její tvorba i osobní život byly silně ovlivněny jejím katolicismem. Psala i dětskou poezii.
Narodila se v rodině italských emigrantů a s italskou kulturou udržovala po celý život kontakt. Její otec Gabriel Rossetti byl rovněž básník (a učitel na King's College), stejně jako její bratr Dante Gabriel Rossetti, který ale více proslul jako malíř (Christina byla modelem u řady jeho obrazů). Ve čtyřicátých letech 19. století se její rodina potýkala s vážnými finančními obtížemi kvůli zhoršení tělesného a duševního zdraví otce Gabriela. V roce 1843 u něj byla diagnostikována přetrvávající bronchitida, možná šlo i o tuberkulózu. Nakonec též oslepl. Následně se vzdal svého učitelského postu na King's College a dožíval v depresích, celých 11 let. Rossettina matka začala učit, aby rodinu vymanila z chudoby, její bratr William začal pracovat v úřadu a Dante Gabriel ve stejnou dobu odešel na uměleckou školu. Christina se tak ocitla v domácí izolaci, připoutána k nemocnému otci. Ve 14 letech se pod tímto tlakem zhroutila a musela opustit školu. Následovaly záchvaty deprese. Řešení svého stavu našla v katolické víře. V roce 1849 se však deprese znovu vrátily, katolicismu přesto zůstala věrná, ačkoli kolem roku 1857 měla velkou krizi víry. V anglickém protestantském prostředí jí komplikoval i partnerské vztahy, dva se jí kvůli náboženským neshodám rozpadly.
V roce 1872 jí byla diagnostikována tzv. Gravesova choroba, autoimunitní onemocnění štítné žlázy. Roku 1893 pak rakovina prsu. Nádor byl operativně odstraněn, ale nemoc se roku 1894 vrátila a Christina brzy na to zemřela. Byla pohřbena na londýnském hřbitově Highgate.
Kolem roku 1842 začala psát první verše. Byly psány v duchu romantismu. Převládala náboženská témata a téma smrti. Její vánoční báseň In the Bleak Midwinter po její smrti zhudebnil Gustav Holst, později i Harold Darke. Vznikly tak dnes známé koledy. Psala též do časopisu The Germ, který vydával její bratr William a jiní prerafaelité. Roku 1862 vydala svou nejslavnější sbírku Goblin Market. V letech 1859-1870 pracovala jako dobrovolnice v domě pro bývalé prostitutky a mnozí kritici hledají inspiraci pro sbírku o hříchu a vykoupení právě tam. Někdy je kvůli zájmu o ženská témata považována za průkopnici feminismu, ačkoli se stavěla proti volebnímu právu žen.